# بوبروویتسیا
شهر بوبروویتسیا (به روسی: Бобровиця) در استان چرنیهیو در کشور اوکراین واقع شده‌است. جمعیت این شهر ۱۱٬۹۱۶ نفر  است.